# 近藤原理
近藤原理（こんどう　げんり、1931年12月22日-　2017年12月9日）は、日本の障害児者教育・福祉実践家。長崎純心大学客員教授。共同生活の家「なずな園」主宰。
長崎県小値賀町に、近藤益雄・近藤えい子の次男として生まれる。1950年長崎県立猶興館高等学校卒。1950年から山口・長崎両県の小学校教員を務めつつ、62年より長崎県北松浦郡佐々町のなずな寮(1979年になずな園と改める)で2000年まで成人の知的障害者と共同生活を行う。1991年、共同生活の様子が障害者の日（12月9日）に「なずなの日々」としてＮＨＫテレビで全国放映された。1982年純心女子短期大学教授、1995年長崎純心大学教授、2000年同客員教授、2005年九州看護福祉大学大学院特任教授、2008年退職。1964年小砂丘忠義賞、66年精神薄弱者福祉賞、1989年毎日社会福祉顕彰、200１年シチズン・オブ・ザ・イヤー(妻美佐子との共同受賞)、西日本文化賞(妻美佐子との共同受賞)、を受賞。

## 著書
- 『この子らに太陽を おくれた子どもの言語教育』くろしお出版 1958
- 『のぎくの道 精薄者と生きて十三年の記録』あすなろ書房 1965
- 『おくれた子どもの言語教育』くろしお出版 1968
- 『精薄のおとなたちと 家庭的小集団共働施設「なずな寮」からの報告』鳩の森書房 1973
- 『ちえ遅れ教育ノート』鳩の森書房 1973
- 『障害児学級の仕事』明治図書出版 シリーズ・障害者の世界 1981
- 『あるがままに、あたり前に』明治図書出版 シリーズ・障害者の世界 1982
- 『障害者と泣き笑い三十年 ともに生き、ともに老いる』太郎次郎社 ヒューマンドキュメントシリーズ 1986
- 『共育共生実践ノート 障害者と共に暮らすなかで考えたこと』明治図書出版 シリーズ・障害者の世界 1988
- 『共生社会をめざして 私の障害者福祉実践小論』明治図書出版 シリーズ・障害者の暮らしと福祉 1993
- 『地域で障害者と共生五十年 ともに生き、ともに老いる』太郎次郎社 1999
- 『切り拓きつつ共に生きる―障害児者教育福祉実践60年』自費出版　2008

### 共編著
- 『道は遠けれど ともに特殊教育に携わる父と子の記録』近藤益雄共著 麦書房 生きている教育シリーズ 1958
- 『シリーズ70年代日本教育の焦点 2 障害児その差別からの解放』編 明治図書出版 1972
- 『障害児・者と共に育つ』編 明治図書出版 1973
- 『障害児担任教師』共著 明治図書出版 シリーズ現代の教師 1975
- 『なずなの日日 家庭的障害者施設からの報告』編著 ミネルヴァ書房 1976
- 『ちえ遅れの子どもの国語 段階式』中谷義人共編著 学習研究社 1978-80
- 『ともに生きるということ』編著 明治図書出版 シリーズ・現代家庭教育新書 1979
- 『ちえ遅れの子の教科指導』共編 くろしお出版 1980
- 近藤えい子『いとし子は白き雲のごとくに 私の障害児教育の原点』編 明治図書出版 シリーズ・現代家庭教育新書 1983
- 『支えあってともに生きる　地域編』編 明治図書出版 なずな障害者問題シリーズ 1984
- 『支えあってともに学ぶ 学校編』編 明治図書出版 なずな障害者問題シリーズ 1984

✴︎『支えあってともに暮らす　施設編』編　明治図書出版　なずな障害者問題シリーズ　1984
- 『この子らと生きて 近藤益雄とちえおくれの子の生活教育 写真+詩』城台巌写真 近藤益雄詩 清水寛共編 大月書店 1986
- 『発達に遅れがある子どもの国語 段階式』中谷義人共編著 学習研究社 1995
- 近藤益雄『この子をひざに 詩集』編 日本ブックエース 「生きる!」文庫 2006
- 『子どもに生きる 詩人教師・近藤益雄の生涯 写真記録』清水寛共編 城台巖写真 日本図書センター 2009
- 『この子らと生きて 近藤益雄と知的障がい児の生活教育 写真記録』清水寛共編 城台巖写真 日本図書センター 2009

## 論文
- Cinii

## 注
1. ↑  『現代日本人名録』